# پیر ویگنو
پیر ویگنو (انگلیسی: Pierre Vignaud؛ زادهٔ ۱۰ مارس ۱۹۸۳) بازیکن فوتبال اهل فرانسه است.